# Docalidia testa
Docalidia testa är en insektsart som beskrevs av Nielson 1992. Docalidia testa ingår i släktet Docalidia och familjen dvärgstritar. Inga underarter finns listade i Catalogue of Life.